# 这就是中国
《这就是中国》是由上海广播电视台东方卫视中心制作，复旦大学中国研究院、观视频工作室、观察者网联合支持制作的一档思想政论节目，2019年1月7日开播。该节目由SMG融媒体中心主播何婕主持，复旦大学中国研究院院长张维为担任常驻嘉宾。

## 播出
本节目开播时，于每周一21:30在东方卫视播出，目前的播出时间为每周一22:00。网络平台方面，中国大陆的优酷、腾讯视频、哔哩哔哩等平台均有上线，海外则在YouTube平台上线。2019年4月上线的学习强国“上海学习平台”亦会上传该节目的完整视频。

### 特别改动
一般情况下，如当日《新闻联播》延时，节目会顺延播出。以下记载特别改动：
- 2019年2月4日：因转播《2019年中央广播电视总台春节联欢晚会》，暂停播出。
- 2019年5月27日：因播出专题片《上海解放一年间》，暂停播出。
- 2019年9月23日（一轮）、10月28日、11月4日（二轮）：因播出纪录片《大上海》，暂停播出。
- 2019年11月11日、11月18日：因播出纪录片《我们走在大路上》，暂停播出。
- 2019年12月30日：因播出《东方大看点——梦圆东方跨年盛典倒计时》，暂停播出。
- 2020年1月20日：因播出《上海市人民政府记者招待会》，暂停播出。
- 2020年1月27日：因播出《全力抗击新型冠状病毒肺炎疫情特别报道》及《我们的歌新春特辑》，暂停播出。
- 2020年2月3日、2月10日、2月17日：因应2019冠状病毒病疫情加强相关报道宣传力度，频道调整版面，故当日节目暂停播出，一直至2月24日恢复播出，播出时间调整为每周一22:00。但由于疫情防控期间，《新闻联播》每日均会延长播出时长，故节目不能按照原定节目表播出，节目仍会顺延播出，同时不安排现场观众座位，提问环节改为视频连线进行。
- 2020年5月4日：因应频道播出《2020五五购物节全球大直播》，暂停播出。
- 2020年8月17日：因应频道播出《苏宁易购818超级秀》，暂停播出。

## 节目格式
该节目以“演讲+真人秀”的模式，每期选取一个热点时政问题进行讨论。节目由三个“角色组合”共同命题（即“长期积累的热衷于讨论国家发展进步的爱国青年”、资深时政记者、编辑和中国模式研究专家组成的策划组、常驻嘉宾张维为），每期分两部分组成，第一部分为演讲，由张维为主讲；第二部分则是真人秀，由专家、现场观众就相关问题提问，并由张维为回答提问者提问。

## 每期内容
| 期数 | 首播日期       | 节目主题                                                                           | 其他嘉宾   |
| ---- | -------------- | ---------------------------------------------------------------------------------- | ---------- |
| 1    | 2019年1月7日   | 弹指一瞬间——中国全方位崛起                                                         |            |
| 2    | 2019年1月14日  | 一出国就爱国                                                                       |            |
| 3    | 2019年1月21日  | 防止盲人摸象                                                                       |            |
| 4    | 2019年1月28日  | 中国不寻常的崛起                                                                   |            |
| 5    | 2019年2月11日  | 把中国的事情说清楚                                                                 |            |
| 6    | 2019年2月18日  | 文明型国家（一）                                                                   |            |
| 7    | 2019年2月25日  | 文明型国家（二）                                                                   |            |
| 8    | 2019年3月4日   | 谈谈中国模式 （一）                                                                |            |
| 9    | 2019年3月11日  | 谈谈中国模式 （二）                                                                |            |
| 10   | 2019年3月18日  | 民主模式的国际比较                                                                 |            |
| 11   | 2019年3月25日  | 好民主才是人民之福                                                                 |            |
| 12   | 2019年4月1日   | 谈谈人权                                                                           |            |
| 13   | 2019年4月8日   | “普世价值”面临的困境                                                               |            |
| 14   | 2019年4月15日  | 震撼世界的中国工业革命                                                             |            |
| 15   | 2019年4月22日  | “一带一路”——机遇和未来                                                             |            |
| 16   | 2019年4月29日  | 解构“西方中心论”（一）                                                             |            |
| 17   | 2019年5月6日   | 解构“西方中心论”（二）                                                             |            |
| 18   | 2019年5月13日  | 从领先到落伍到赶超                                                                 |            |
| 19   | 2019年5月20日  | 中国是如何实现和平崛起的                                                           |            |
| 20   | 2019年6月3日   | 小议中美贸易战                                                                     | 范勇鹏     |
| 21   | 2019年6月10日  | 中国人的爱国主义                                                                   |            |
| 22   | 2019年6月17日  | “历史终结论”的终结                                                                 |            |
| 23   | 2019年6月24日  | 从英国“脱欧”看西方制度困境                                                         | 范勇鹏     |
| 24   | 2019年7月1日   | 国际视野下的中国共产党                                                             |            |
| 25   | 2019年7月8日   | 比较中国梦和美国梦                                                                 | 范勇鹏     |
| 26   | 2019年7月15日  | 中国是如何突破依附体系的                                                           | 陈平       |
| 27   | 2019年7月22日  | 中国突破依附体系的意义                                                             | 陈平       |
| 28   | 2019年7月29日  | 苏联是如何解体的                                                                   | 陈平       |
| 29   | 2019年8月5日   | 给西方民主把把脉                                                                   | 范勇鹏     |
| 30   | 2019年8月12日  | 为什么“阿拉伯之春”变成“阿拉伯之冬”                                                 | 范勇鹏     |
| 31   | 2019年8月19日  | 市场原教旨主义行不通                                                               | 范勇鹏     |
| 32   | 2019年8月26日  | 中国是国家资本主义吗                                                               |            |
| 33   | 2019年9月2日   | 可能影响世界的中国理念（一）                                                       |            |
| 34   | 2019年9月9日   | 可能影响世界的中国理念（二）                                                       |            |
| 35   | 2019年9月16日  | 香港局势：自助者天助之                                                             | 馬丁·雅克  |
| 36   | 2019年10月7日  | 开天辟地新中国                                                                     | 马丁·雅克  |
| 37   | 2019年10月14日 | 中国脱贫惠及世界                                                                   | 郑若麟     |
| 38   | 2019年10月21日 | 可能影响世界的中国理念（三）                                                       | 郑若麟     |
| 39   | 2019年11月25日 | 谈谈文化自信                                                                       | 范勇鹏     |
| 40   | 2019年12月2日  | 谈谈文化传播                                                                       | 范勇鹏     |
| 41   | 2019年12月9日  | 台湾民主问题                                                                       | 黄智贤     |
| 42   | 2019年12月16日 | 谈谈言论自由                                                                       | 黄智贤     |
| 43   | 2019年12月23日 | 中国：组织起来的力量                                                               | 丁一凡     |
| 44   | 2020年1月6日   | 全面小康：14亿人的成功                                                             | 王绍光     |
| 45   | 2020年1月13日  | 世界观察：印度发展面临的挑战                                                       | 范勇鹏     |
| 46   | 2020年2月24日  | 中国抗疫的世界意义                                                                 | 蔡雨阳     |
| 47   | 2020年3月2日   | 防控中的經濟保衛戰                                                                 |            |
| 48   | 2020年3月9日   | 我們亞洲：共建亞洲命運共同體                                                       |            |
| 49   | 2020年3月16日  | 全球抗疫中的中國擔當                                                               |            |
| 50   | 2020年3月23日  | 中國抗疫中的科技力量                                                               |            |
| 51   | 2020年3月30日  | 拒絕傲慢與偏見                                                                     |            |
| 52   | 2020年4月6日   | 中國人的政道智慧                                                                   |            |
| 53   | 2020年4月13日  | 百年來之大變局                                                                     | 金燦榮     |
| 54   | 2020年4月20日  | 萬里長惩到星辰大海                                                                 | 金一南     |
| 55   | 2020年4月27日  | 世界：不同眼光看中國                                                               | 丁一凡     |
| 56   | 2020年5月11日  | 談談底線思維                                                                       | 孟捷       |
| 57   | 2020年5月18日  | 這就是民主                                                                         | 陳平       |
| 58   | 2020年5月25日  | 對比中美兩國醫改情况比較中西民主的優缺點，分析中國人民民主相對於美國資本民主的優勢 |            |
| 59   | 2020年6月1日   | 從舊中國到如今雙重保險條件下“三位一體”的人民民主                                   | 苑勇鵬     |
| 60   | 2020年6月7日   | 中國人民解放軍這支和平力量的煉成，分享鄧小平軍人精神對中國崛起的深遠影響           | 金一南將軍 |

## 反响与评价
此节目自开播以来受到巨大反响，其收视率位居思政类全国前五位，中国大陆视频网站播放量超过一亿次。在哔哩哔哩平台，该节目评分为9.6分（总分为10）。在豆瓣平台，2019年评分为6.5分，2020年升至7.5分（总分为10）。而在YouTube平台的总观看次数超过340万，其中美国观众占22%，香港观众占9.1%，在YouTube平台上发表的评论超过一万多条，其中积极评论超过90%。《人民日报》评论称：“围绕着一张小圆桌，讨论、演讲、答问，让年轻观众们思考新中国70年发展背后的‘理论力量’”。
2021年2月，节目获国家广播电视总局评选为2020年度优秀海外传播作品。

## 相关书籍
2019年8月13日，本节目的同名书籍在上海“思南文学之家”推出，由上海人民出版社出版，作为“新时代东方书系”之一。